# Senkivka, Borîspil
Senkivka (în ucraineană Сеньківка) este localitatea de reședință a comunei Senkivka din raionul Borîspil, regiunea Kiev, Ucraina.

## Demografie
Componența lingvistică a localității Senkivka
     Ucraineană (97,28%)
     Rusă (2,62%)
     Alte limbi (0,09%)
Conform recensământului din 2001, majoritatea populației localității Senkivka era vorbitoare de ucraineană (97,28%), existând în minoritate și vorbitori de rusă (2,62%).